# 그라너 니 말러

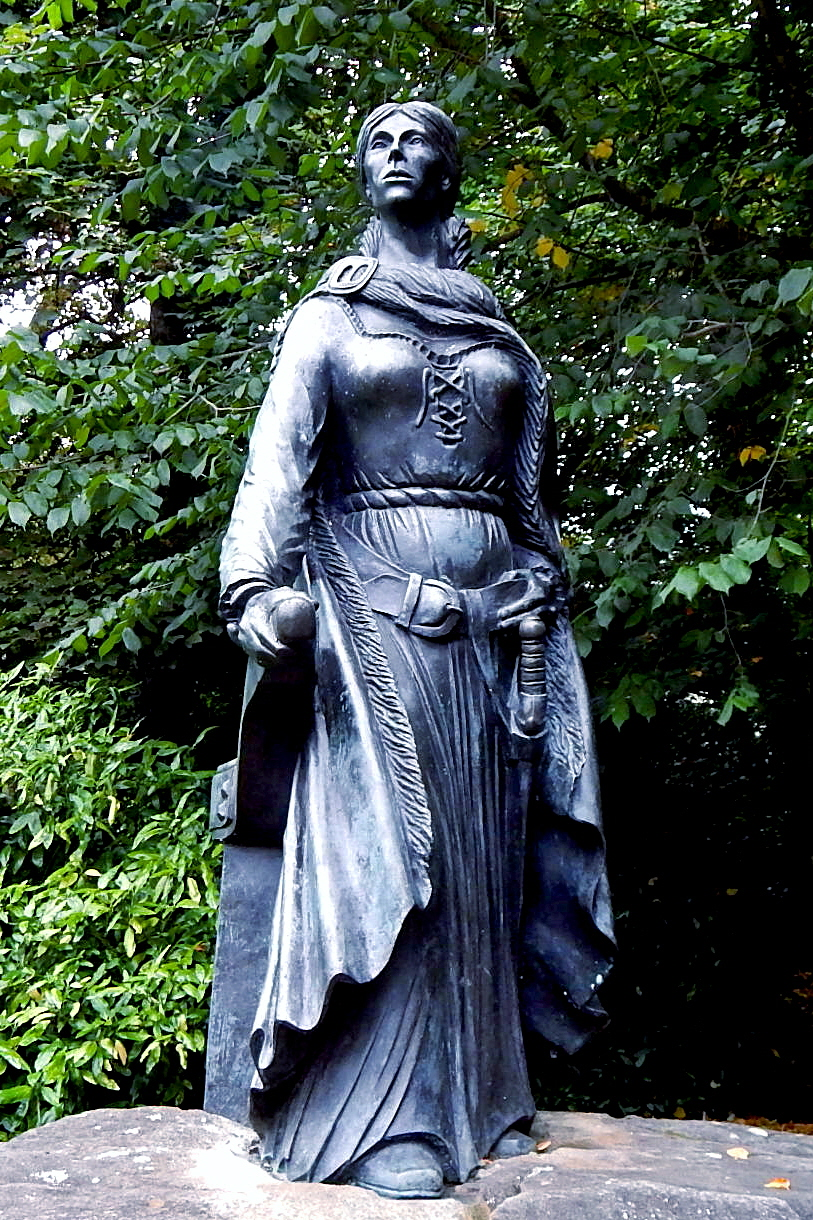

그라너 니 말러(아일랜드어: Gráinne Ní Mháille: 1530년경-1603년경)는 16세기 아일랜드 코나크타의 소왕국 우왈(Umhaill)의 왕녀였다. 대중적으로는 소위 “해적여왕”으로 유명하다.
아일랜드 민속에서 그녀는 그라너 밀(아일랜드어: Gráinne Mhaol)이라 불리며, 동시대 잉글랜드 쪽에서 작성한 사료에는 그레인 오말리(Gráinne O'Maly), 그레이니 오말리(Graney O'Mally), 그래니 니 메일리(Granny ni Maille), 그레니 오맬리(Grany O'Mally), 그레인 니 메일(Grayn Ny Mayle), 그레인 너 메일(Grane ne Male), 그레이니 오메일리(Grainy O'Maly) 등 중구난방으로 기록되어 있다. 현대에 영어로 그레이스 오맬리(영어: Grace O'Malley)라고 표기되곤 하지만, 당대에는 이렇게 불리지도 쓰이지도 않았다.
아일랜드어 편년사서들에는 그라너 니 말러에 대한 기록이 없다. 그래서 그녀의 삶의 재구는 잉글랜드 측 사료를 통해서만 가능하다. 그라너는 말러씨의 씨족장이자 우왈의 소왕이었던 오간 두브다러 오 말러의 딸로 태어났따. 부친이 죽자, 이복남동생 도날(Dónal)이 있었음에도 그라너가 왕위를 이어받았다. 그라너는 플라후아르터씨의 도날 언 코거(Dónal an Chogaidh)와 결혼하여 우마 1,000 두를 지참금으로 받으면서 상당한 부와 영향력을 확보했다. 1593년, 아들 티보드와 무르커, 그리고 동생 도날이 잉글랜드의 코나크타 지방관 리처드 빙엄에게 체포당하자 그라너는 잉글랜드로 건너와 엘리자베스 1세에게 그들의 석방을 탄원했다.

## 같이 보기
- 코노트